# Volkssturmgewehr VG 1-5
Volkssturmgewehr VG 1-5 là loại súng trường bán tự động được phát triển bởi kỹ sư Karl Barnitzke tại nhà máy Gustloff Werke. Việc sản xuất được thực hiện vào đầu năm 1945 và khoảng 10.000 khẩu đã được chế tạo trước khi Đức Quốc Xã bị đánh bại trong Chiến tranh thế giới thứ hai.

## Phát triển
Trong thời gian những tháng cuối cùng của Chiến tranh thế giới thứ hai khi Adolf Hitler, vị Quốc trưởng vĩ đại của Đức Quốc Xã đang thử tìm mọi cách để cản đà tiến lên của quân Đồng minh vào trong các vùng chiếm đóng và lãnh thổ của Đức Quốc Xã. Trong đó có việc tổng động viên tất cả các công dân nam từ 16 đến 60 tuổi ra phòng tuyến cuối cùng, lực lượng này được gọi là Volkssturm thường được đào tạo một cách hết sức vội vàng, thiếu chuyên nghiệp và kinh nghiệm chiến đấu cùng với những trang bị vũ khí cũ kỹ hoặc lỗi thời, yếu kém. Ngành công nghiệp quốc phòng của Đức đã cố gắng chế tạo những loại vũ khí rẻ tiền, trông thô nhưng vẫn có thể tác chiến dễ dàng với hiệu quả nhất định cho lực lượng nghiệp dư Volkssturm này. Hầu hết các loại vũ khí này là rất đơn giản trong thiết kế và sử dụng, thành phẩm trông thô kệch, làm bằng vật vật liệu kém bền và ít được quan tâm đến chất lượng. Volkssturmgewehr là một trong những loại vũ khí thú vị và hiệu quả nhất trong số chúng vì nó cung cấp hỏa lực tương đối lớn với kích thước nhỏ gọn đặc biệt khi so sánh với các loại súng khác của lực lượng Volkssturm như bản nhái của khẩu Type 99 Arisaka.

## Thiết kế

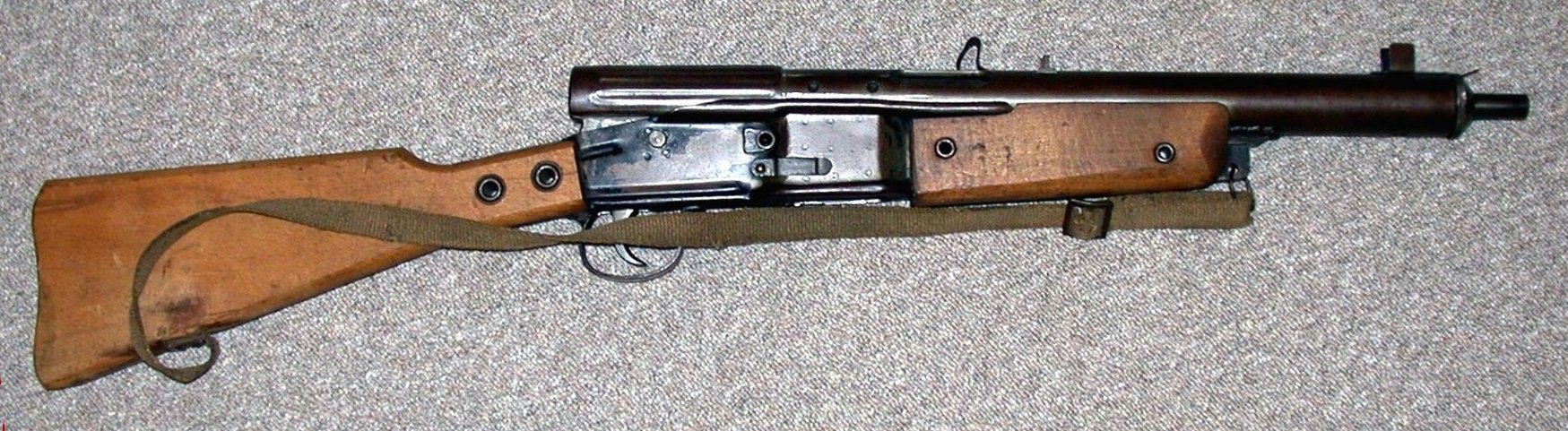
Súng trường tự động Volkssturmgewehr VG 1-5

Volkssturmgewehr VG 1-5 sử dụng cơ chế nạp đạn blowback có hãm với cơ chế hãm khá thú vị là dùng chính khí nén của viên Đạn súng để làm khóa nòng di chuyển chậm lại, cơ chế này được dùng cho một số loại súng ngắn phát triển sau chiến tranh. Để có được khả năng này bolt được làm với dạng hình ống theo cấu hình khối trượt của loại súng ngắn bán tự động bao lấy nòng súng với hầu hết chiều dài của nòng. Ở đầu phần bọc ngoài nòng súng có một xi lanh khí nén, nhận khí với 4 lỗ khoan trên nòng súng. Khi bắn bolt sẽ lùi lại theo phản lực bắn của viên Đạn súng nhưng khí áp lực cao của chính viên đạn sẽ chui vào xi lanh bọc ngoài nòng ngăn không cho nó lùi lại quá nhanh. Sau khi hoàn tất chu kỳ lùi về sau thì lò xo đẩy về bọc ngoài nòng súng phía sau xi lanh sẽ đẩy "khối trượt" trở lại vị trí cũ nạp viên đạn mới vào khoang chứa đạn và chuẩn bị bắn. Nút kéo cần lên đạn nằm ở phía trái súng, khác hoàn toàn so với những khẩu súng cùng thời.
Hệ thống ngắm cơ bản của súng là điểm ruồi và súng có thể dùng chung Hộp tiếp đạn với khẩu StG 44. Sau khi đưa vào sử dụng thì loại súng này bị đánh giá là khá nhạy cảm, khó sử dụng nên cần được làm sạch và bôi trơn thường xuyên bằng dầu mỡ nếu không nó sẽ bị kẹt đạn vì không bảo trì đúng cách. Đây là một yếu điểm khá lớn của súng vì trong hoàn cảnh cuối Chiến tranh thế giới thứ hai, tinh thần của quân sĩ đã xuống đến mức quá kém và không thể hoàn thành xuất sắc việc chiến trận nữa.

## Biến thể
- Grossfuss Sturmgewehr: Mẫu thử nghiệm có chế độ bắn tự động để trở thành súng sturmgewehr.